# Tunnel Reitersberg
Der Tunnel Reitersberg (auch Reitersbergtunnel) ist ein 2975 m langer, Eisenbahn-Tunnel der Schnellfahrstrecke Nürnberg–Erfurt bei Rödental zwischen den Streckenkilometern 111,693 und 114,668.
Der Tunnel ist Kernstück eines 5,6 km Streckenabschnitts, der auch Einschnitte, ein Eisenbahnüberführungsbauwerk und zwei Straßenbrücken über die Strecke umfasst. Mit der Ausführung des Rohbaus wurde eine Arbeitsgemeinschaft mehrerer mittelständischer Unternehmen beauftragt. Die geplante Investitionssumme des Streckenabschnittes von Baukilometer 27,470 bis 32,267 lag bei 147 Millionen Euro. Davon entfallen auf den Tunnel rund 100 Millionen Euro.

## Verlauf
Das Südportal liegt bei Oberwohlsbach, das Nordportal bei Fornbach, jeweils Stadtteile der oberfränkischen Stadt Rödental im Landkreis Coburg. Der Tunnel unterquert unter anderem im Süden die 508 Meter hohe Hohe Schwenge und im Norden den 457 Meter hohen Reitersberg. Der Tunnel weist maximal 90 Meter Überdeckung auf. Schichten des Unteren Keupers, mit Ton- und Sandsteinen, des Muschelkalks, mit dichten Kalksteinen und Mergelsteinen mit eingelagerten Kalksteinbänken, und des Oberen Buntsandsteins werden durchquert.
An das Nordportal schließt sich ein Einschnitt an, an das Südportal die 150 Meter lange Fornbachtalbrücke.
Die Gradiente des Tunnels steigt Richtung Erfurt größtenteils mit 1,25 %. Der Notausgang 1 bei Streckenkilometer 112,668 ist über einen befahrbaren Rettungsstollen mit dem Rettungsplatz verbunden. Der Notausgang 2 bei Streckenkilometer 113,668 hat einen begehbaren Rettungsstollen.

## Geschichte

### Planung
In der Streckenplanung war 1995 und 1996 bereits ein Bauwerk mit einer Länge von 2975 m vorgesehen.
Die Errichtung des 4,8 km langen Abschnitts mit dem Tunnel wurde im Mai 2008 europaweit ausgeschrieben. Der angebotene Bauvertrag, der auch die Errichtung des Tunnels einschließt, sollte von 1. Dezember 2008 bis 26. Februar 2013 laufen.

### Bau

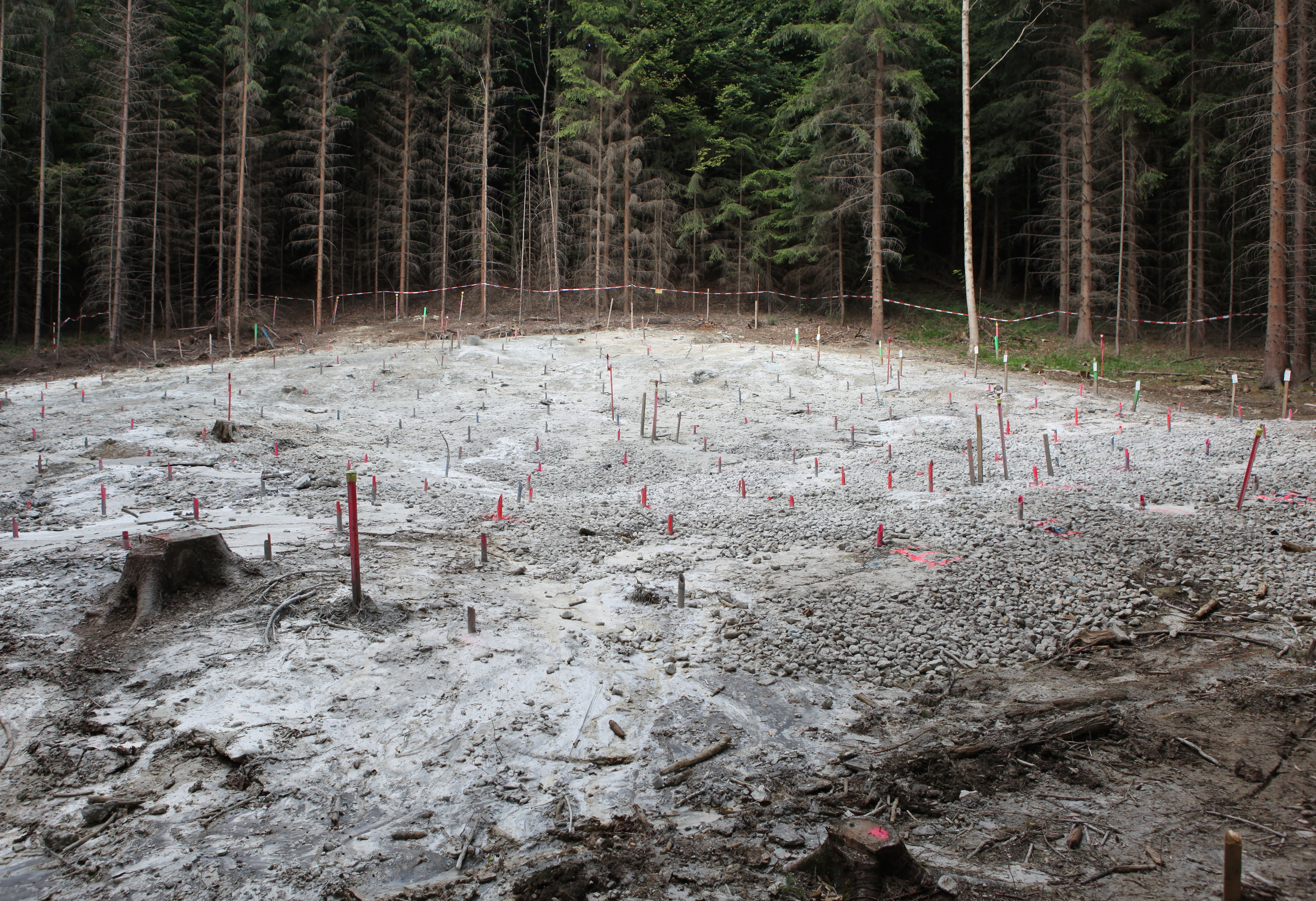
Verpresste Tunnelniederbruchstelle im Wald bei Fornbach

Dem Vortrieb ging eine Erkundung zahlreicher Hohlräume im Kalkstein voraus. Die Baumaßnahmen begannen in der zweiten Märzhälfte 2009, der Vortrieb am Südportal im Juli, am Nordportal Anfang September. Die geplante Bauzeit lag bei vier Jahren.
In der ersten Bauphase wurden vor den Tunnelportalen die Voreinschnitte hergestellt. Dabei mussten zur Sicherstellung der Standsicherheit der bis zu maximal 20 m tiefen und 1:1,8 steilen Böschungen Hangverdübelungsmaßnahmen mittels mehrreihigen Großbohrpfählen mit 1,5 m Durchmesser ausgeführt werden. Die über 350 und bis zu 28 m langen Pfähle wurden mit zwei Drehbohrgeräten des Typs BG 40 hergestellt.
Der Tunnel wurde am 17. August 2009 offiziell angeschlagen. Zu den Gästen zählte Katja Hessel, die Staatssekretärin im Bayerischen Verkehrsministerium. Die Tunnelpatenschaft übernahm Marga Beckstein.
Der Vortrieb erfolgte von beiden Tunnelportalen, ein Drittel von Fornbach aus. Im August 2010 wurde ein 300 m langer Querstollen, der später als Rettungszugang dienen soll, fertiggestellt. Ende November 2010 war nach 1009 m der Nordvortrieb vorläufig abgeschlossen.
Beim Bau der Tunnelinnenschale kam eine sogenannte Sohlbrücke zur Anwendung. Die fast 100 m lange stählerne Konstruktion überspannte einen Abschnitt, wo die untere Sohlschale hergestellt wurde, und ermöglichte so die Bedienung des gleichzeitigen Tunnelvortriebs mit Fahrzeugen. Die Schale wurde in Abschnitten von 12,5 m Länge mit jeweils 120 t Betonstahl hergestellt. Dies erfolgte vom Südportal ausgehend.
Im Zuge der Bauarbeiten wurden 526.000 m³ Material ausgebrochen und im Süden, auf einem Deponieberg „Pilgershöhe“ (50° 18′ 27″ N, 11° 0′ 21″ O) bei Unterwohlsbach aufgeschüttet. Dieser wuchs im Zuge der Baumaßnahmen um 60 m. Im Norden wurde ein Teil des Ausbruchs beim Bau des Bahndammes vor und hinter der Talbrücke Pöpelholz (50° 21′ 4″ N, 11° 1′ 8″ O) eingebaut.
Im Frühjahr 2011 kam es beim Tunnelvortrieb im Bereich einer geologischen Verwerfung, der Eisfeld-Kulmbacher Störungszone, in einer Geländesenke mit wenig Überdeckung zum Niederbruch im Tunnelfirst. Ende Juni 2011 folgte nach endgültigen 1275 m Nordvortrieb und 1700 m Südvortrieb der Tunneldurchschlag, der offiziell am 21. Juli 2011 gefeiert wurde.
Laut DB-Angaben erfolgte der Durchschlag rund ein halbes Jahr vor dem geplanten Termin.
Am 11. März 2017 fand eine Rettungsübung im Tunnel statt.

## Galerie

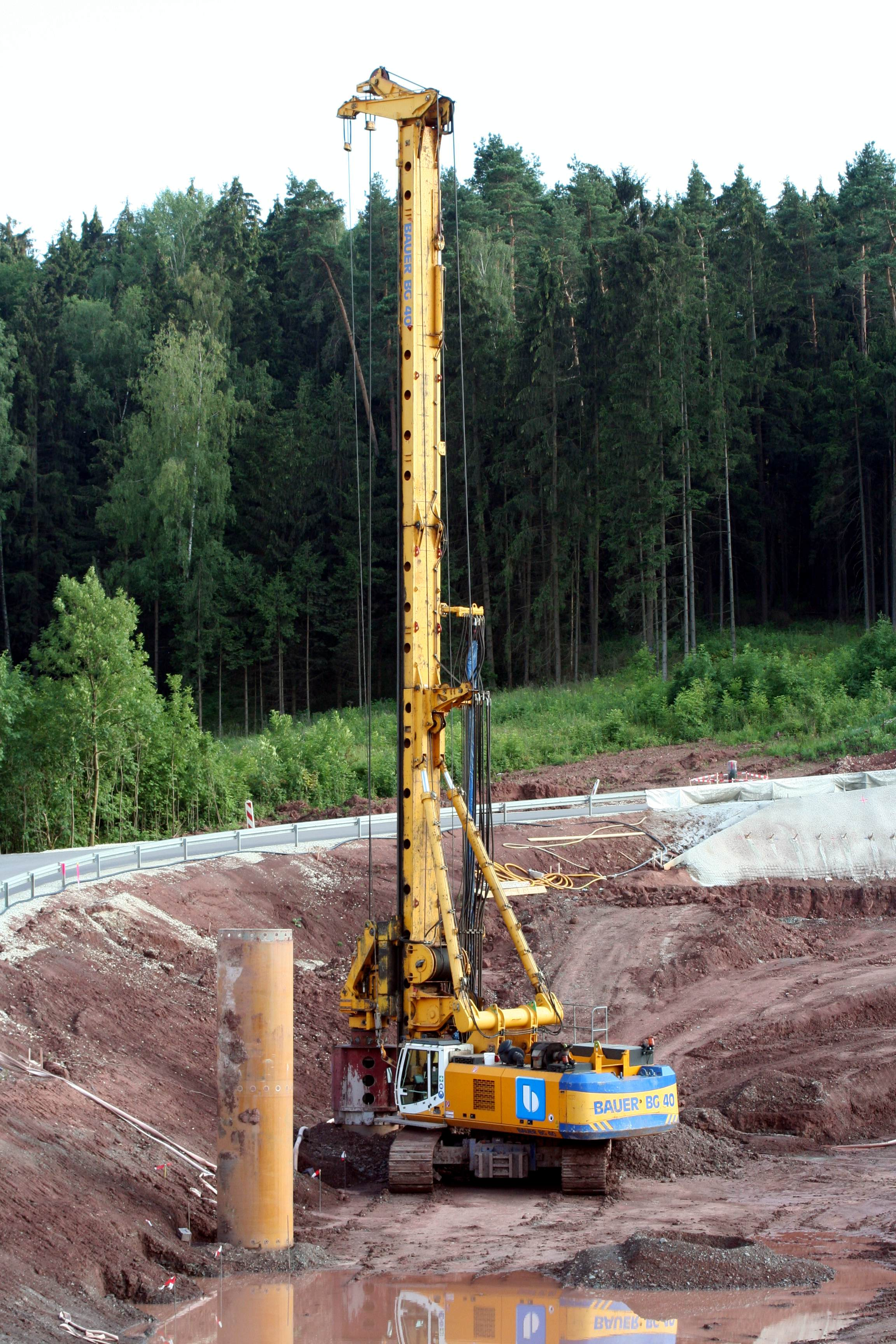
Drehbohrgerät BG 40 vor Nordportal, Juli 2009
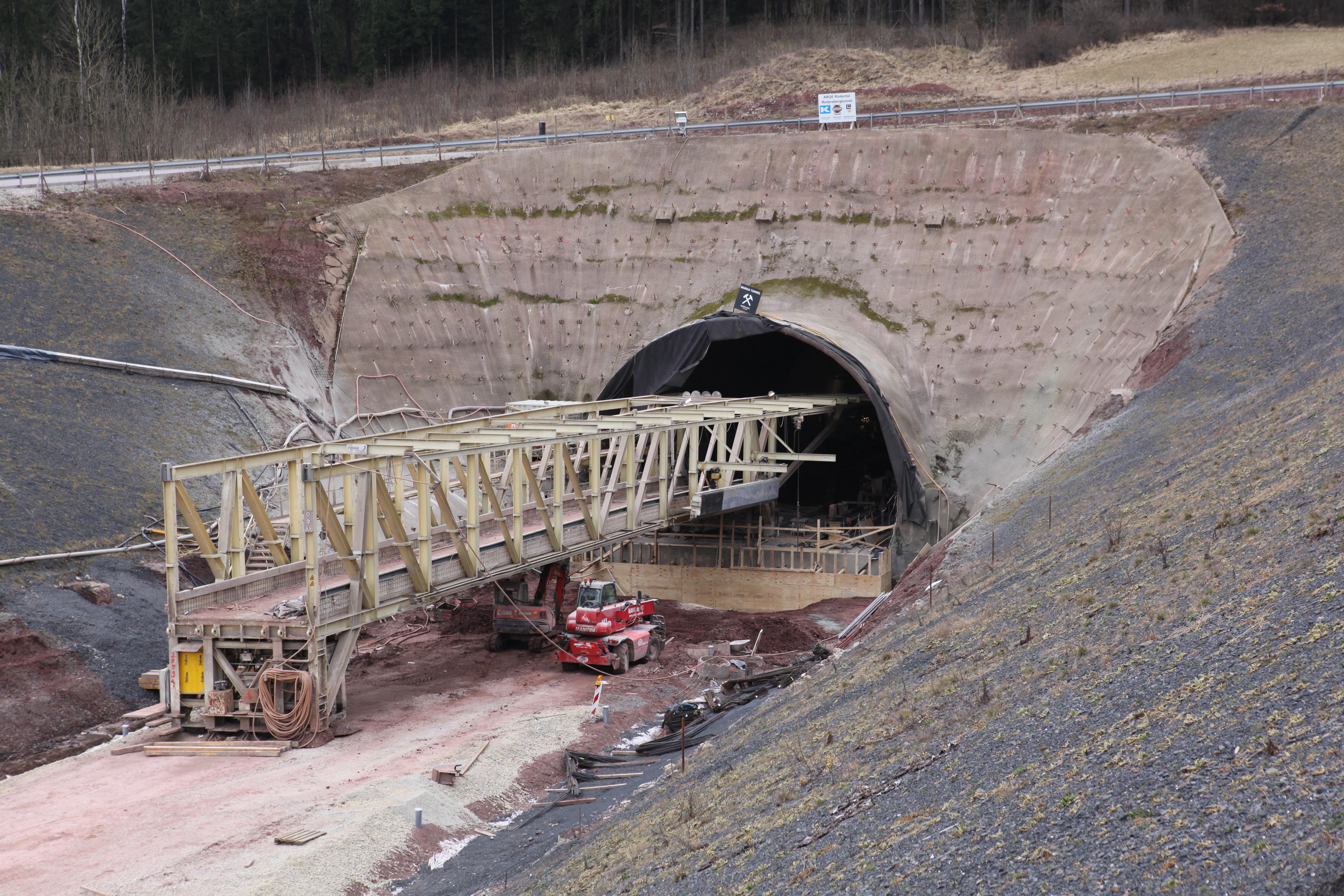
Nordportal mit Sohlbrücke, März 2012
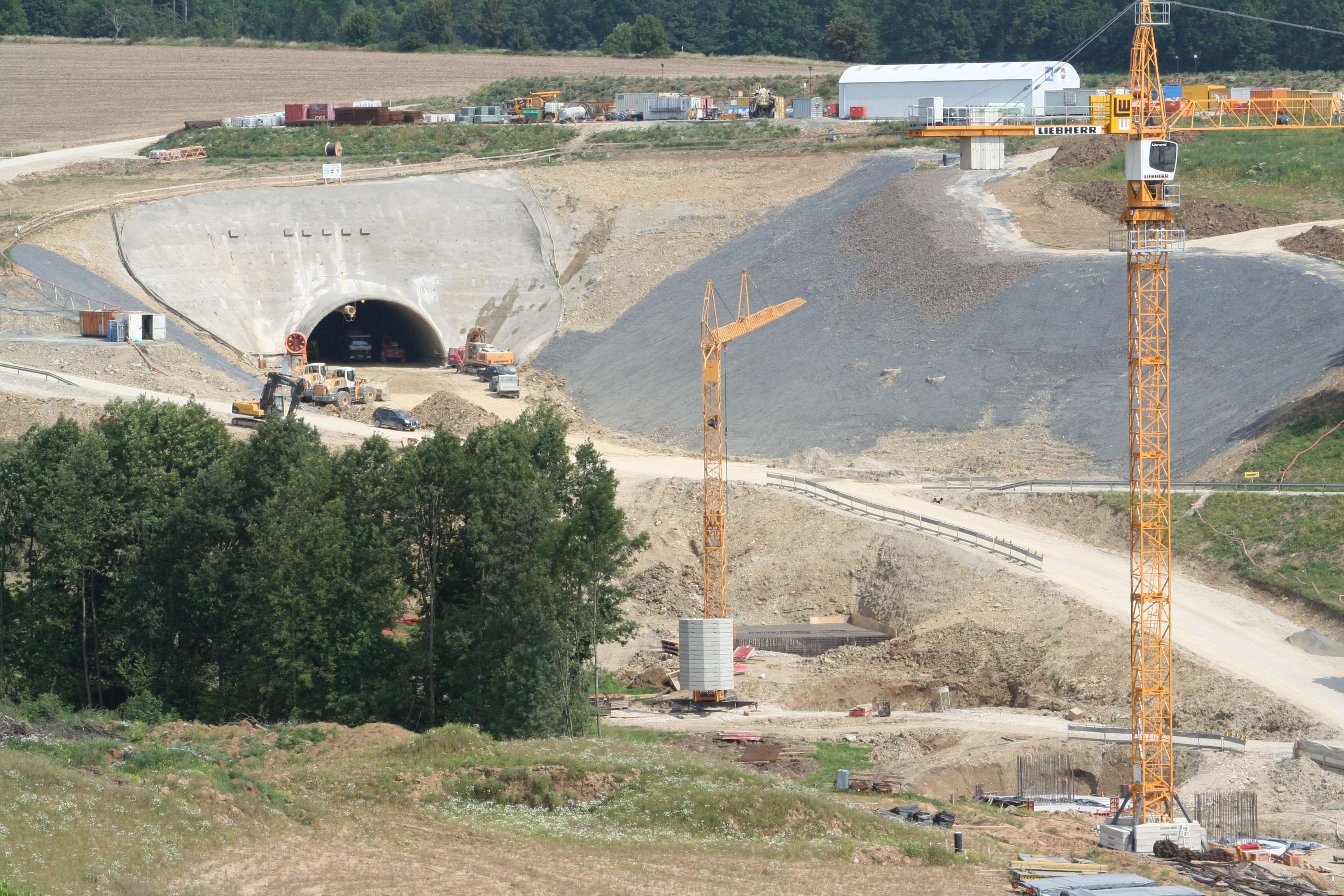
Südportal, August 2009
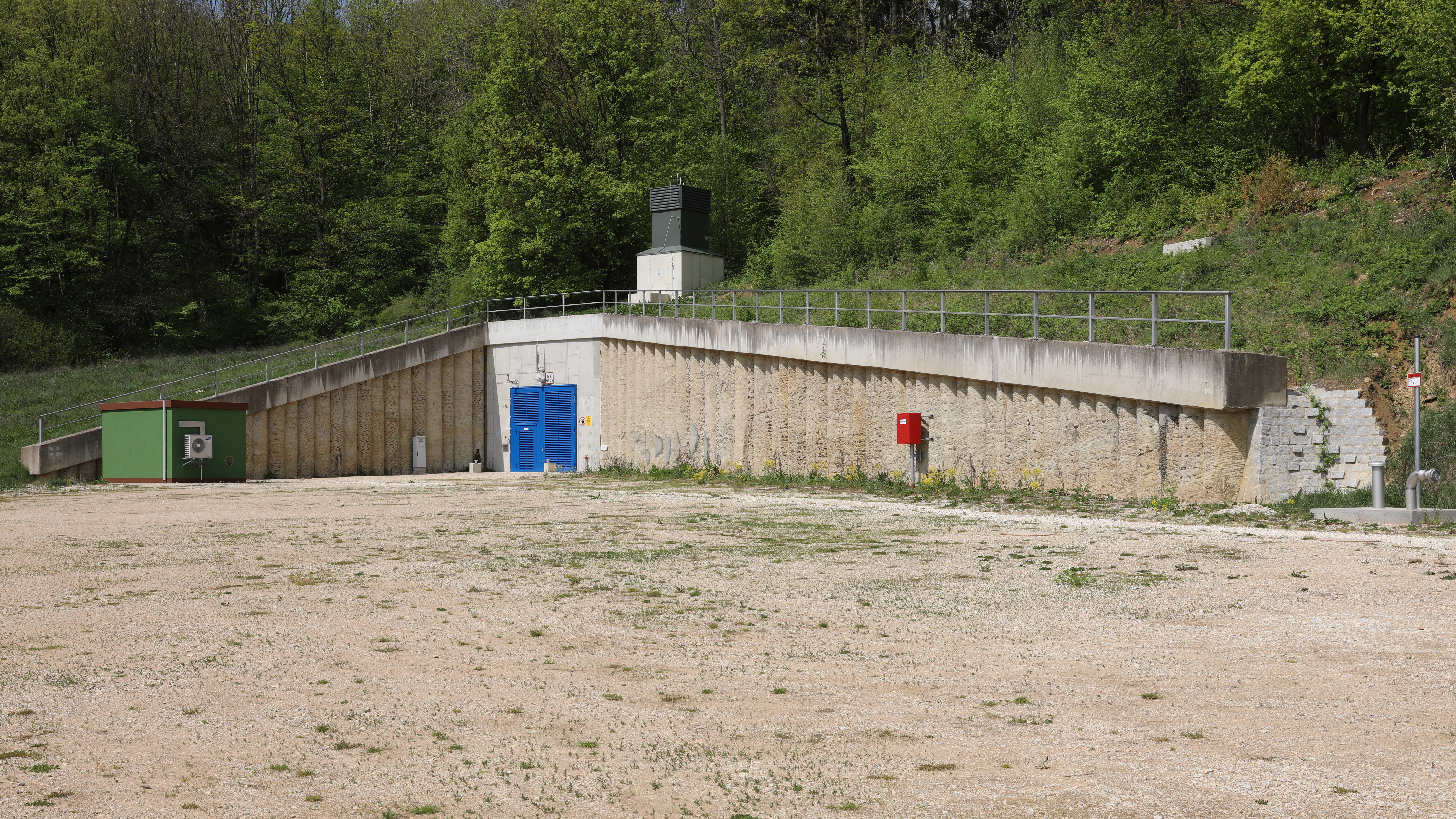
Notausgang Süden, 2019
50° 19′ 6″ N, 11° 0′ 23″ O
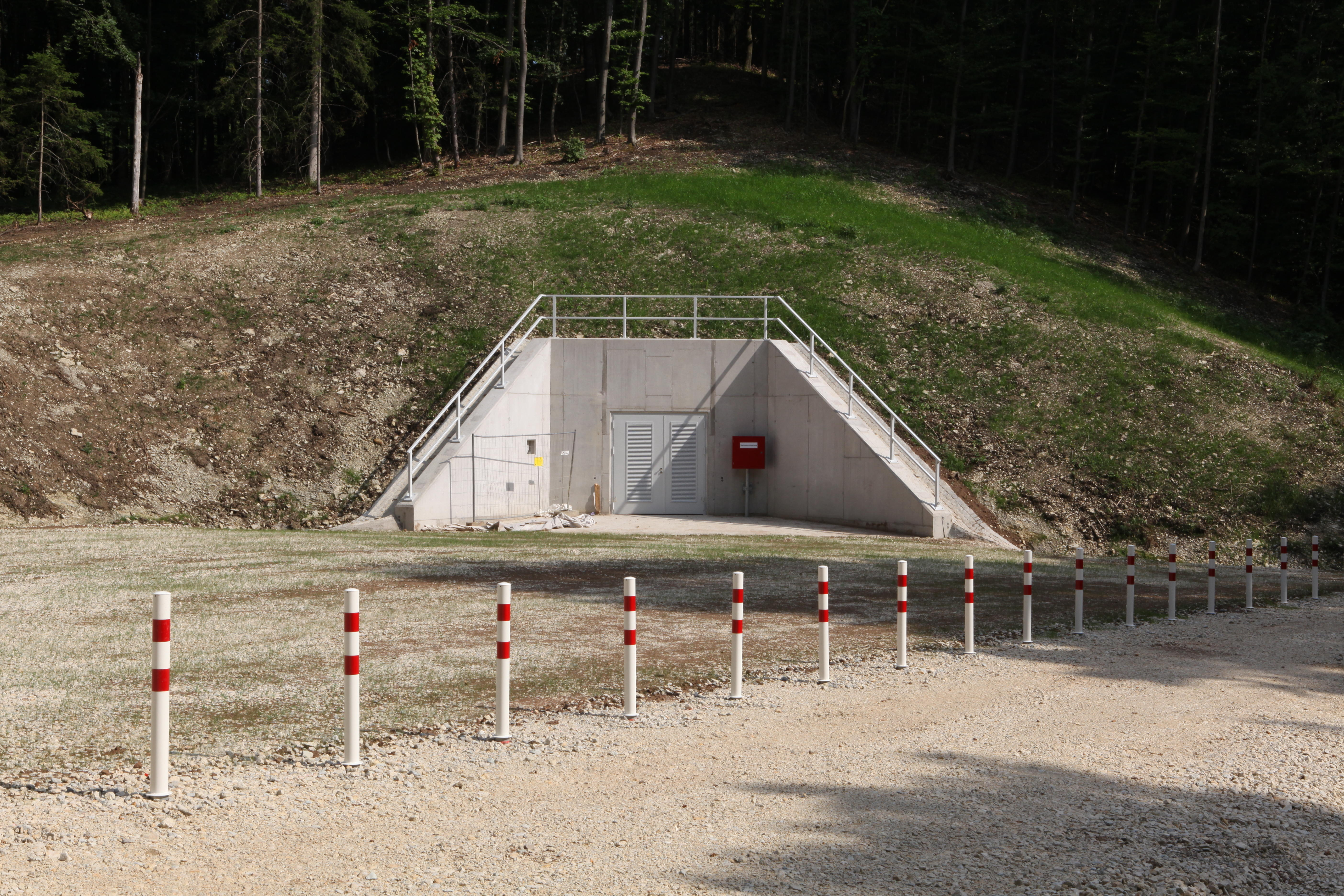
Notausgang Norden, August 2013
50° 19′ 53,5″ N, 11° 0′ 25″ O